# Konami GB Collection
Konami GB Collection (コナミGBコレクション?) es una serie de compilaciones de videojuegos para Game Boy que consta de cuatro volúmenes. Las compilaciones fueron originalmente publicadas entre 1997 y 1998 en Japón, y después en Europa en el año 2000, para Game Boy Color.

## Vol. 1
- Gradius (lanzado originalmente como Nemesis)
- Dracula Densetsu / Castlevania: The Adventure
- Konami Racing (lanzado originalmente F1 Spirit)
- Contra / Probotector (lanzado en América del Norte como Operation C)
  - (La versión Europea usa a los personajes humanos en vez de robots, a pesar de usar el nombre Probotector)

## Vol. 2
(Vol. 3 en Europa)
- Twinbee Da!! / Pop n' TwinBee
- Ganbare Goemon: Sarawareta Ebisumaru! / Mystical Ninja Starring Goemon
- Motocross Maniacs (rebautizado como Bikers)
- Loco-Motion (lanzado originalmente en Japón como Guttang Gottong)

## Vol. 3
(Vol. 4 en Europa)
- Gradius II: The Return of the Hero (lanzado originalmente en Japón como Nemesis II y como Gradius: The Interstellar Assault en América del Norte y Europa)
- Dracula Densetsu II / Castlevania II: Belmont's Revenge
- Yie Ar Kung-Fu
- Kekkyoku Nankyoku Daibōken / Antarctic Adventure

## Vol. 4
(Vol. 2 en Europa)
- Parodius Da! / Parodius
- Quarth / Block Game
- Konamic Sports / Track & Field (lanzado originalmente en Japón como Konamic Sports in Barcelona)
- Frogger

- Datos: Q1004321